# Višeslav de Croatie
Ne doit pas être confondu avec Višeslav (prince serbe).
Višeslav est l'un des premiers ducs (croate : knèze) de la Croatie dalmate. Il a régné de 785 à 802 environ.

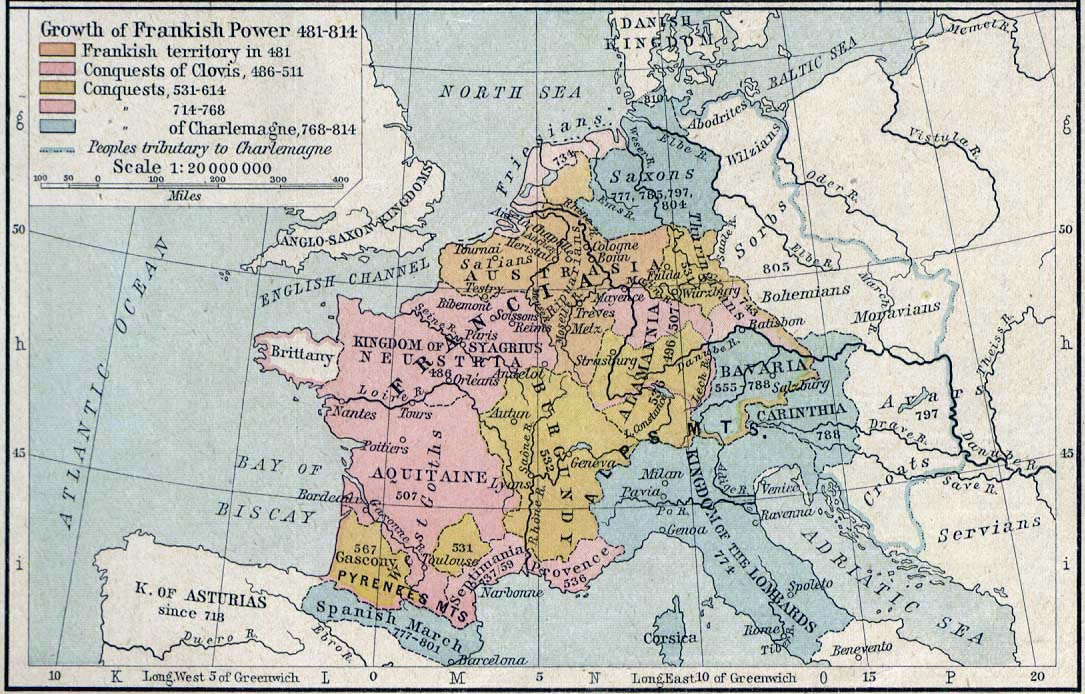
Carte montrant la croissance du pouvoir franc de 481 à 814, avec la Croatie dalmate à droite.

Il a régné avec le soutien du pape et de l'Empire romain d'Orient. Les Croates ont fait la guerre aux Francs pendant son règne et ont évité la défaite jusqu'en 803, un an après sa mort. Au cours du siège de Trsat (protection du port de Rijeka) à l'automne 799 entre les forces de défense sous sa direction et l'armée d'invasion franque de l'Empire carolingien, le commandant franc Éric de Frioul est tué,. En fin de compte, son duché accepta la suzeraineté franque par le biais de la Pax Nicephorii (814).

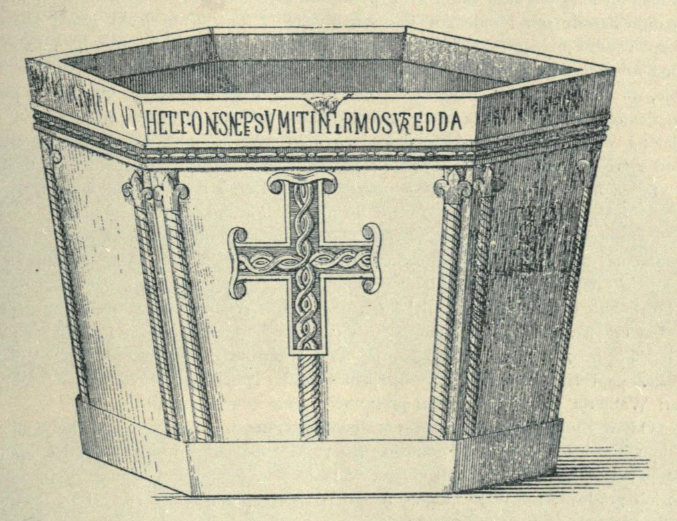
Fonts baptismaux de Višeslav

Višeslav a laissé derrière lui des fonts baptismaux (croate : Višeslavova krstionica), qui ont survécu jusqu'à ce jour, qui restent un symbole important des débuts de l'histoire croate et de la conversion du peuple au christianisme. L'inscription est en latin et mentionne le nom d'un prêtre nommé Jean (Ivan) qui baptisait les gens à « l'époque du duc Višeslav » en l'honneur de Jean-Baptiste.